# Drumright
Drumright is een plaats (city) in de Amerikaanse staat Oklahoma, en valt bestuurlijk gezien onder Creek County en Payne County.

## Demografie
Bij de volkstelling in 2000 werd het aantal inwoners vastgesteld op 2905.
In 2006 is het aantal inwoners door het United States Census Bureau geschat op 2894, een daling van 11 (-0,4%).

## Geografie
Volgens het United States Census Bureau beslaat de plaats een oppervlakte van
18,3 km², geheel bestaande uit land. Drumright ligt op ongeveer 259 m boven zeeniveau.

## Plaatsen in de nabije omgeving
De onderstaande figuur toont nabijgelegen plaatsen in een straal van 20 km rond Drumright.